# Tricyphona autumnalis
Tricyphona (Pentacyphona) autumnalis là một loài ruồi trong họ Pediciidae. Chúng phân bố ở vùng sinh thái Nearctic.